# اجسام نگری
در سال ۱۹۰۳ بسیاری از علایم آسیب‌شناسی بافت بیماری هاری معرفی شد، اما هنوز بر بیماری هاری احاطه‌ای نداشتند. در این زمان دکتر آدلچی نگری (Adelchi Negri) شناسایی عامل سبب‌شناختی را که به عقیده‌اش باعث بیماری می‌شد را گزارش کرد. دکتر آدلچی در گزارش خود اجسام نگری (Negri Bodies) را که به شکل گرد یا بیضوی در داخل سیتوپلاسم سلول‌های عصبی حیوانات آلوده به هاری وجود داشت، شرح داد. اجسام نگری به تناوب در سلول‌های پیرامیدال شاخ آمون مغز، سلول‌های پورکینژ مخچه، همچنین در سلول‌های مغز و دیگر سلول‌های عصبی یافت شده‌اند.
- اجسام نگری در نورون‌های غدد بزاقی، زبان یا دیگر اندام‌ها یافت شده‌اند. رنگ‌آمیزی سلول‌ها با مان[نیازمند منبع]، گیمسا یا سلرز[نیازمند منبع] تفاوت بین آنکلوزیون (Inclusion)هاری با دیگر آنکلوزیون‌های داخل سلولی را مشخص می‌کند.
- در رنگ‌آمیزی، اجسام نگری به رنگ بنفش نمایان می‌شوند و دانه‌های بازوفیلیک درونی به رنگ آبی تیره دیده می‌شوند. حضور اجسام نگری در تغییر است. رنگ‌آمیزی بافت‌شناختی اجسام نگری به اندازه آزمون‌های دیگر تشخیصی حساسیت ندارد. در بافت مغز مواردی که به صورت تجربی آلوده شده‌اند اجسام نگری وجود دارد.

آزمون بافت‌شناختی اجسام نگری را در ۵۰ درصد نمونه‌های تهیه شده از حیوانات هار نشان داد. به عبارت دقیق‌تر، آزمون فلورسانت پادتن مستقیم(dFA)آنتی‌ژن هاری را تقریباً در ۱۰۰ درصد نمونه‌ها نشان داد. به عبارت دیگر، بافت‌های عاری از هاری آنکلوزیون تمیزناپذیری را از اجسام نگری نشان داد. به خاطر این مشکل وجود اجسام نگری نباید تشخیصی برای بیماری هاری محسوب شود.